# Indocypha maolanensis
Indocypha maolanensis là loài chuồn chuồn trong họ Chlorocyphidae. Loài này được Zhou mô tả khoa học đầu tiên năm 2004.